# Medelby
Medelby és un municipi de l'estat alemany de Slesvig-Holstein, a l'amt Schafflund en el districte de Slesvig-Flensburg. Es troba a 24 kilòmetres de Flensburg. El 2022 tenia 1065 habitants.
Dels onze regidors al consell municipal, des de 2008 la CDU en té cinc, la SSW tres, el SPD un i els Wählergemeinschaft dos.